# 亚铅酸根
在化学中，亚铅酸根是PbO2−
2阴离子或其水合形式，其盐称为亚铅酸盐。在这些盐中，铅的氧化态为+2。这个阴离子的IUPAC正式名称为铅(II)酸根。
例如，一氧化铅（PbO）溶于碱溶液时会生成含有HPbO−
2阴离子的盐：
PbO + OH−
 → HPbO−
2
氢氧化铅也溶于过量的碱溶液，生成Pb(OH)4−
6阴离子：
Pb(OH)
2 + 4 OH−
 → Pb(OH)4−
6
亚铅酸根是弱还原剂。当它还原另一个物质时，它会被氧化成铅酸根离子。